# Georgina Cassar
Georgina Cassar (Welwyn Garden City, 9 september 1993) is een Gibraltarees ritmisch gymnaste. Ze vertegenwoordigde Gibraltar op de Gemenebestspelen 2010 in Delhi, en nam in het Britse team deel aan de Olympische Zomerspelen 2012 in Londen.
In het Engelse graafschap Hertfordshire werd Cassar geboren als dochter van een Maltees bankier (Franco) en een Engelse moeder (Jackie). In 1996 ging de familie in Gibraltar wonen toen de vader daar een vaste baan kreeg. Daar ging ze ook naar school; eerst naar Governor's Meadow Primary School, en later naar Bishop Fitzgerald Middle School en Westside School.
Al op driejarige leeftijd begon Georgina met ballet. Deze sport zette ze voort, en zo vertegenwoordigde ze Gibraltar in 2010 op de Gemenebestspelen in India. Ze eindigde in haar competitie als zestiende. In 2012 legde ze zich toe op de voorbereiding voor de Olympische Spelen later dat jaar in Londen, waaraan ze zou deelnemen als lid van Team GB, het Britse team. Ze vestigde zich in het Engelse Bath, waar ze zich beter kon voorbereiden met de rest van het team. Daar studeerde ze GCE Advanced Level (vergelijkbaar met eindexamen middelbaar onderwijs) psychologie, biologie en lichamelijke opvoeding aan King Edward's School in Bath. Waarschijnlijk volgt ze meer vakken na de Spelen aan dezelfde school.
Omdat Gibraltar niet deelneemt als onafhankelijk land (Gibraltar wordt niet erkend door het Internationaal Olympisch Comité), en het met een Gibraltarees paspoort ook mogelijk is om namens Groot-Brittannië deel te nemen gezien de status van overzees gebiedsdeel van Gibraltar, werd ze opgenomen in het Britse team. Ze was daarmee wel de eerste Gibraltarees atlete die aan de Olympische Spelen deelnam. Uiteindelijk behaalde ze slechts de twaalfde plaats in de series, en werd ze niet toegelaten tot de finale.